# 쇼파르 엔터테인먼트
대한민국의 인디 음반 레이블이자 연예 기획사로 2011년 1월 쇼파르뮤직으로 시작했으며, 2021년 1월 종합 엔터테인먼트 기업으로서의 지향점을 밝히며 쇼파르엔터테인먼트로 사명을 변경했다.

## 현재 소속 연예인
- 김지수
- 스웨덴세탁소
- 보라미유
- 스테파니

## 과거 소속 아티스트
- 김사랑
- 레터플로우
- 우지윤(낯선아이)
- 바닐라 어쿠스틱
- 스무살
- WH3N
- 최유리
- 볼빨간사춘기

## 같이 보기
- 대중음악
- 인디밴드